# Енн із Ейвонлі
«Енн із Ейвонлі» (англ. Anne of Avonlea) — друга книга із циклу про життя Енн Ширлі, який складається з восьми романів. Події розгортаються на Острові Принца Едварда, в селі Ейвонлі. Автор: Люсі Мод Монтгомері. Дата публікації: 1909 рік.

## Тема твору
Люсі Мод Монтгомері отримала традиційну шотландську пресвітеріанську освіту. Відомий вислів Джона Нокса «Школа в кожному селі, коледж у кожному місті» схвально прийняла пресвітеріанська церква, а майбутню письменницю виховували в культурі, яка високо цінувала освіту. У той же час освіта Люсі Мод була надзвичайно дисциплінарною. Монтгомері дотримувалася теорій освітніх реформаторів, таких як Джон Дьюї, і це змагання між традиційною освітою та новими теоріями було відображено в «Енн із Ейвонлі», оскільки Енн часто висловлює думку, що методи навчання мають базуватися на переконанні учнів, а не шмаганні. У книзі Енн закликає своїх вихованців замість зубріння писати есе про їхні думки та почуття.

## Сюжет

### Короткий сюжет (із книги)
Після Королівської вчительської семінарії Енн повертається до Ейвонлі, щоб учителювати в місцевій школі. Невдовзі виявляється, що ця праця не з легких. Молоденькій учительці доведеться завойовувати прихильність і любов своїх учнів, бо ж серед них чимало шибеників, ледарів і незграб. До того ж, у «Зелених Дахах» вона мусить допомагати Маріллі виховувати шестирічних близнят, Дору й Деві, чия мама, далека родичка Марілли, померла. На щастя, Енн укотре переконується, що в житті завжди можна зустріти рідну душу. В Енн з'являються нові друзі, вона зазнає нових пригод і раптом усвідомлює, що їй дедалі більше подобається один юнак…

### Неповний докладний сюжет
Розповідь починається з того, що Енн одного серпневого пообіддя мріяла про вчителювання та свої успіхи, але прийшов новий сусід — пан Гаррісон, який поскаржився на телицю, що її купив Метью три роки тому. Між Енн та паном Гаррісоном зав'язалася сварка. Енн пообіцяла, що їхня корова більше ніколи не їстиме його вівса. Але наступного дня, їдучи в Кармонді з Діаною Баррі на закупи для спілки вдосконалювачів, раптом Енн помітила на вівсяному полі пана Гаррісона джерсійську телицю. Енн побігла немов навіжена по полю забрати телицю. За нею побігла Діана. Спіймавши телицю та йдучи додому, Енн зустріла пана Ширера, який давно хотів купити джерсійську телицю. Дівчина хутко продала корову за 20 доларів, але потім гірко пошкодувала, оскільки продала телицю пана Гаррісона! Бідолашна Енн вирішила взяти гроші та торт, приготовлений для Спілки вдосконалювачів, й понести їх сусіду в знак вибачення. Там вона зустріла папугу Джинджера та нового друга. Пан Гаррісон пробачив Енн усе й вирішив забрати телицю Катбертів, оскільки вона їм все рівно не потрібна. Щастя Енн не було меж! Якось надвечір, у тіні ялиць стояли коло огорожі Джейн Ендрюс, Гілберт Блайт та Енн Ширлі. Вони обговорювали методи виховання дітей та виявилося, що їхні думки різні. Енн поклялася, що не шмагатиме дітей. На жаль, в перший день свого вчителювання, Енн забуде свою промову для дітей й лише промовить: «Витягніть, будь ласка, молитовники». День минув швидко, але молода вчителька вже встигла потоваришувати з деякими учнями й завоювала їхню прихильність.
Багато пригод та розчарувань, знайомств та втрат зазнала Енн за ці два роки, але життя продовжує дивувати дівчину своїми пригодами. Енн помічає, що їй починає подобатись один юнак, який безтямно в неї закоханий. Це друга книга із циклу про життя Енн Ширлі, який складається з восьми романів.

## Розділи
| - Розділ 1. Розлучений сусід - Розділ 2. Хутко продавала, та гірко шкодувала - Розділ 3. Пан Гаррісон удома - Розділ 4. Такі різні думки - Розділ 5. Нарешті вчителька - Розділ 6. Такі різні панове… і пані - Розділ 7. Почуття обов’язку - Розділ 8. Марілла забирає двійнят - Розділ 9. Питання кольору - Розділ 10. Деві в пошуках сенсації | - Розділ 11. Факти і фантазії - Розділ 12. День гніву - Розділ 13. Золотий пікнік - Розділ 14. Даремні хвилювання - Розділ 15. Початок канікул - Розділ 16. Суть сподіваних речей - Розділ 17. Нескінченні пригоди - Розділ 18. Пригода на дорозі Торі - Розділ 19. Просто щасливий день - Розділ 20. Як це часто буває | - Розділ 21. Мила панна Лаванда - Розділ 22. Таке-сяке - Розділ 23. Історія панни Лаванди - Розділ 24. Пророк у своїй вітчизні - Розділ 25. Скандал в Ейвонлі - Розділ 26. За поворотом дороги - Розділ 27. Вечір у панни Лаванди - Розділ 28. Принц вертається до зачаклованого замку - Розділ 29. Поезія і проза - Розділ 30. Весілля в Прихистку Луни |

## Видання українською мовою
Визнання українських читачів цикл книжок про Енн Ширлі здобув завдяки перекладам Анни Вовченко, які побачили світ у львівському видавництві «Урбіно».
- Монтгомері Л.-М. Енн із Ейвонлі. - Львів : Урбіно, 2016. - 272 с. - ISBN 978-966-2647-12-9

## «Енн» і туристична індустрія
«Зелені Дахи» — це назва фермерського господарства XIX століття у Кавендіші (Острів Принца Едварда, Канада). Це одна із найвідоміших пам'яток у Канаді, що пов'язані з літературою. Будинок офіційно визнанали Національно-історичною пам'яткою Канади 1985 року, маєток розташований на території Національного парку Острів Принца Едуарда. Популярність авторки та персонажів її книг активно використовує туристична індустрія канадської провінції Острів Принца Едварда. У туристичні маршрути включено відтворений хутір-музей Green Gables, «населений» персонажами роману. У театрах йдуть мюзикли за книгами Монтгомері. Туристам радять відвідати шоколадний магазин, де «колись купувала цукерки сама Люсі Мод» тощо.

## Інші книги
| # | Назва книги                   | Дата публікації | Вік Енн Ширлі |
| 1 | Енн із Зелених Дахів          | 1908            | 11-16         |
| 2 | Енн із Ейвонлі                | 1909            | 16-18         |
| 3 | Енн із Острова Принца Едварда | 1915            | 18-22         |
| 4 | Енн із Шелестких Тополь       | 1936            | 22-25         |
| 5 | Енн у Домі Мрії               | 1917            | 25-27         |
| 6 | Енн із Інглсайду              | 1939            | 34-40         |
| 7 | Діти з Долини Райдуг          | 1919            | 41            |
| 8 | Рілла з Інглсайду             | 1921            | 49-53         |

| # | Назва книги                       | Дата публікації | Вік Енн Ширлі |
| — | Ейвонлійські хроніки              | 1912            | —             |
| — | Ейвонлійські хроніки. Продовження | 1920            | —             |
| — | The Blythes Are Quoted            | 2009            | —             |